# Grand Prix Cycliste de Montréal 2023
Il Grand Prix Cycliste de Montréal 2023, undicesima edizione della corsa, valido come trentasettesima prova dell'UCI World Tour 2023 categoria 1.UWT, si svolse il 10 settembre 2023 su un percorso di 221,4 km a Montréal, in Canada. La vittoria fu appannaggio del britannico Adam Yates, il quale completò il percorso in 5h59'38", alla media di 37,522 km/h precedendo il francese Pavel Sivakov e lo spagnolo Alex Aranburu.
Sul traguardo di Montréal 60 ciclisti, su 159 partiti dalla medesima località, portarono a termine la manifestazione.

## Squadre e corridori partecipanti
| N.      | Cod. | Squadra               |
| ------- | ---- | --------------------- |
| 1-7     | UAD  | UAE Team Emirates     |
| 11-17   | ACT  | AG2R Citroën Team     |
| 21-27   | TJV  | Jumbo-Visma           |
| 31-37   | IGD  | Ineos Grenadiers      |
| 41-47   | LTK  | Lidl-Trek             |
| 51-57   | SOQ  | Soudal Quick-Step     |
| 61-67   | TBV  | Bahrain Victorious    |
| 71-77   | GFC  | Groupama-FDJ          |
| 81-87   | ADC  | Alpecin-Deceuninck    |
| 91-96   | BOH  | Bora-Hansgrohe        |
| 101-107 | EFE  | EF Education-EasyPost |
| 111-117 | COF  | Cofidis               |

| N.      | Cod. | Squadra                  |
| ------- | ---- | ------------------------ |
| 121-127 | JAY  | Team Jayco AlUla         |
| 131-137 | MOV  | Movistar Team            |
| 141-147 | ICW  | Intermarché-Circus-Wanty |
| 151-157 | DSM  | Team DSM-Firmenich       |
| 161-167 | ARK  | Team Arkéa-Samsic        |
| 171-177 | AST  | Astana Qazaqstan Team    |
| 181-187 | LTD  | Lotto Dstny              |
| 191-197 | IPT  | Israel-Premier Tech      |
| 201-207 | TUD  | Tudor Pro Cycling Team   |
| 211-217 | TNN  | Team Novo Nordisk        |
| 221-227 | CAN  | Canada                   |

## Ordine d'arrivo (Top 10)
| Pos. | Corridore         | Squadra  | Tempo    |
| ---- | ----------------- | -------- | -------- |
| 1    | Adam Yates        | UAE      | 5h54'02" |
| 2    | Pavel Sivakov     | Ineos    | a 3"     |
| 3    | Alex Aranburu     | Movistar | a 12"    |
| 4    | Valentin Madouas  | FDJ      | s.t.     |
| 5    | Simone Velasco    | Astana   | s.t.     |
| 6    | Simon Yates       | Jayco    | s.t.     |
| 7    | Ben O'Connor      | AG2R     | a 17"    |
| 8    | Ion Izagirre      | Cofidis  | a 24"    |
| 9    | Mattias Skjelmose | Lidl     | a 29"    |
| 10   | Marc Hirschi      | UAE      | s.t.     |